# Shelby Lee Adams
Shelby Lee Adams (Hazard, ottobre 1950) è un fotografo statunitense.
È un fotografo di ritratto ambientato molto noto per le sue immagini di vita familiare negli Appalachi.

## Vita e carriera
Adams ha fotografato le famiglie degli Appalachi sin dalla metà degli anni 70. Inizialmente fece la conoscenza dei nuclei familiari più disagiati dei monti Appalachi da bambino, visitando l'area con lo zio che era dottore nella zona. Le sue opere sono state pubblicate in tre monografie: Appalachian Portraits (1993), Appalachian Legacy (1998), and Appalachian Lives (2003).

## Stile fotografico e approccio con il soggetto
Shelby Lee Adams fotografa in bianco e nero con banco ottico Linhoff 4x5, dorsi Polaroid, Nikon 35 mm e luci flash Comet opportunamente disposte in location. La Polaroid è parte fondamentale del processo, non solo perché viene usata per valutare la riuscita dell'immagine a pellicola, ma anche poiché viene usata per dialogare con il soggetto e costruire con lui la fotografia finale. La Polaroid viene infine lasciata al soggetto stesso come dono-ricordo.
L'approccio di Adams è fortemente collaborativo, come spiega lo stesso autore:
Le pose dei suoi soggetti sono tendenzialmente statiche, tradizionali e solenni. I soggetti sono rappresentati così come sono, nell'ambiente fortemente disagiato e duro in cui vivono da due secoli con grande dignità.
La maggior parte della sua produzione è in bianco e nero. Recentemente, però, Adams ha cominciato a fotografare a colori, spesso ritraendo i soggetti che aveva ripreso da bambini piccoli. È il caso di Jerry holding first new baby son [Chad Lee], '12 che ritrae il protagonista di The Jacobs Family, 1991, oggi adulto.
Per Adams fotografare la gente degli Appalachi è un ritrovare e ricercare le sue stesse radici. È legato da un profondo sentimento di appartenenza ai luoghi e alle genti dei posti che ritrae e il fotografarli rappresenta un viaggio di scoperta e di ricongiungimento con sé stesso, i suoi ricordi e con la sua infanzia.

## Il vero significato delle immagini
Adams è stato il soggetto di un documentario di Jennifer Baichwal nel 2002 - Il vero significato delle immagini: gli Appalachi di Shelby Lee Adams's. Il documentario fu proiettato al Toronto International Film Festival, e al Sundance Film Festival del 2003..

## Premi
- 2010 Guggenheim Fellowship

## Libri pubblicati
- Appalachian Portraits. Jackson: University Press of Mississippi, 1993. ISBN 0878056467; ISBN 087805667X.
- Appalachian Legacy: Photographs. Jackson: University Press of Mississippi, 1998. ISBN 1578060486; ISBN 1578060494.
- Appalachian Lives. Jackson: University Press of Mississippi, 2003. ISBN 1578065402.
- Salt and Truth. Richmond, Va.: Candela, 2011. ISBN 0984573917.

## Collezioni permanenti
- Art Institute of Chicago, Chicago[5]
- Museum of Contemporary Photography, Chicago[6]
- International Center of Photography, New York[7]
- Musée de l'Élysée, Losanna[8]
- Museum of Modern Art, New York[7]
- Fogg Museum, Cambridge (Massachusetts)[7][9]
- National Gallery of Canada, Ottawa[6]
- San Francisco Museum of Modern Art[10]
- Smithsonian American Art Museum, Washington, DC[7][11]
- Stedelijk Museum, Amsterdam[6]
- Time Life Collection, Rockefeller Center, New York[senza fonte]
- Victoria and Albert Museum, Londra[12]
- Whitney Museum of American Art, New York[7]